# Daria Pavliuchenko
Daria Pavliuchenko (Moscú; 31 de diciembre de 2002) es una patinadora artística sobre hielo rusa, campeona mundial junior en 2018 en parejas junto a Denís Jodykin.
En el Skate America de 2019 ganó la medalla de bronce, de nuevo junto a Jodykin.

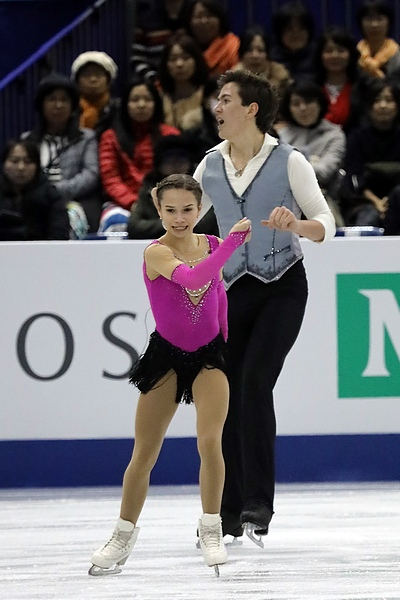
Pavliuchenko y Jodykin en 2018